# Анновцы (Львовская область)
Анновцы (укр. Ганнівці) — село в Гнездычевской поселковой общине Стрыйского района Львовской области Украины.
Население по переписи 2001 года составляло 297 человек. Занимает площадь 0,716 км². Почтовый индекс — 81770. Телефонный код — 3239.